# Union Tarbes-Lourdes Pyrénées Basket
El Union Tarbes-Lourdes Pyrénées Basket es un equipo de baloncesto francés con sede en la ciudad de Tarbes, que compite en la NM1, la tercera división de su país. Disputa sus partidos en el Palais des sports du quai de l'Adour, con capacidad para 1,650 espectadores.

## Historia
El Union Tarbes-Lourdes nació en 2010 tras la fusión de los clubes de Tarbes Unión Basket y Basket Club Lourdais, con la ambición de convertirse en un gran club de baloncesto del departamento de Altos Pirineos en la región de Mediodía-Pirineos. Después de sólo cinco años de historia, el club logró su primer objetivo: ser el mejor club de baloncesto del departamento de Altos Pirineos y de la región de Mediodía-Pirineos, respetando sus valores: solidaridad, respeto, trabajo en equipo, perseverancia, tolerancia y ambición .
Esos resultados fueron el fruto de unos fichajes ambiciosos, de la calidad del personal técnico, del compromiso de la directiva y de la implicación del personal del club.

## Registro por Temporadas
| Temporada | División | Liga | Pos. | V-D   | PL  | Resultado        |
| --------- | -------- | ---- | ---- | ----- | --- | ---------------- |
| 2012-13   | 4ª       | NM2  | 1º   | 21-5  |     | Ascenso4º        |
| 2013-14   | 3ª       | NM1  | 12º  | 16-18 |     |                  |
| 2014-15   | 3ª       | NM1  | 10º  | 19-15 |     |                  |
| 2015-16   | 3ª       | NM1  | 5º   | 20-14 | 1-2 | Cuartos de final |
| 2016-17   | 3ª       | NM1  | 7º   | 19-15 | 3-2 | Seminalista      |
| 2017-18   | 3        | NM1  | 14   | 12-22 |     |                  |
| 2018-19   | 3        | NM1  | 11   | 9-13  |     |                  |
| 2019-20   | 3        | NM1  | 9    | 11-15 |     |                  |
| 2020-21   | 3        | NM1  | 8    | 12-14 |     |                  |
| 2021-22   | 3        | NM1  | 8    | 11-15 |     |                  |

## Palmarés
- NM1
  - Semifinales: 2017

- NM2
  - Campeón Grupo B: 2013
  - Semifinales: 2013

## Jugadores destacados
| - Daniel Ndongala - Mickaël Benhamed - Fabien Bondron - Éric Bosc - William Boudjeddou - Sébastien Cape - Benoît Cordonnier - Simon Darnauzan - Massé Doumbé - Raphaël Giaimo - Arnaud Imhoff - Florian Lesca - Cyril Mauvoisin - Pierre Pelos - Florent Pontens - Didier Przygoda | - Warren Racine - Steven Ricard - Erwan Ruiz - Adrien Thimon - Guillaume Valayer - Ludovic Vaty - Shane Walker - Ricardo Alliman - Mantas Kazonas - Artūras Lazdauskas - Andrius Ragauskas - Darius Tarvydas - Mantas Virbalas - Igor Djuković - Denys Noskov - Akeem Ellis | - Cornell Jackson - Diyaaldin Kelley - Gregory Pryor - Reginald Sims - Yannick Zachée - Seidou N'Joya - Mahamadou Dramé - Tahirou Sani - Lien Phillip - Xane D'Almeida - Mamadou Loum - Nikola Stojiljković - Jonathan Kale - Jourdan DeMuynck - Brian Freeman |